# Leptacis curvispinus
Leptacis curvispinus is een vliesvleugelig insect uit de familie van de Platygastridae. De wetenschappelijke naam van de soort is voor het eerst geldig gepubliceerd in 1978 door Kozlov.